# Un eroe fatto in casa
Un eroe fatto in casa (Blankman) è un film del 1994, scritto da Damon Wayans e diretto da Mike Binder.

## Trama
Da bambini, Darryl e Kevin Walker sono cresciuti come fan della serie televisiva Batman. Ora cresciuto, Darryl è un goffo e nerd riparatore, mentre suo fratello Kevin è un cameraman di giornali scandalistici. Entrambi vivono con la nonna, che è un'accanita sostenitrice dell'Assessore Marvin Harris, un politico del loro quartiere in corsa per la carica di sindaco su una piattaforma anticorruzione. Kevin è interessato a smettere di fare tabloid e a fare una storia seria sul mafioso Michael "The Suit" Minelli, ma i suoi tentativi di farlo vengono respinti dal suo capo, Larry Stone, un pervertito drogato di notizie scandalistiche. Darryl è eccessivamente ottimista e quasi infantilmente ingenuo nei confronti della dura realtà della vita nel centro città (come il crackhouse della porta accanto), ma è un brillante inventore, avendo costruito un assistente robot mobile chiamato J-5, tra le altre creazioni.
Una notte, dopo che Harris ha ottenuto consensi rifiutando pubblicamente una tangente da Minelli, nonna Walker viene uccisa dagli scagnozzi del mafioso nel quartier generale della campagna di Harris. L'omicidio apre gli occhi di Darryl sul degrado urbano intorno a lui e inizia a combattere il crimine salvando coraggiosamente un anziano passeggero in transito dall'essere aggredito, ma esagera facendo irruzione nel crackhouse della porta accanto per rimproverare i membri della banda. Decide quindi di diventare un supereroe vigilante, utilizzando la sua esperienza tecnica per creare armi e gadget in particolare, una sostanza che rende i normali indumenti a prova di proiettile per la sua crociata contro il crimine, tutto con irritazione di Kevin.
Dopo che Darryl è stato quasi ucciso mentre cercava di proteggere un cittadino per strada e viene arrestato dai poliziotti che lo hanno ridicolizzato dopo aver chiesto di vedere il commissario di polizia, Kevin porta Darryl da uno psichiatra. Non funziona a favore di Kevin, poiché Darryl nega di essere un supereroe e attribuisce la colpa a Kevin, che lo psichiatra tenta quindi di psicoanalizzare. Kevin cambia idea e segue la fantasia, credendo che sia il modo di Darryl di affrontare l'omicidio della nonna, ma sotto la guida di avviare invece una guardia di quartiere. Quando una ragazza racconta loro di una donna incinta intrappolata in un ascensore, Darryl arriva come il suo alter ego da supereroe. Dopo aver partorito, è circondato da molti, compresi i giornalisti. Chiedendo il suo nome, Darryl si limita a fissarlo. Kevin dice che è impazzito, che tutti interpretano come il suo nome: Blankman.
Nel corso del tempo, Darryl usa la sua identità di Blankman per proteggere vari membri della comunità, costruirsi una reputazione e ispirare non solo i cittadini della città ma altri supereroi della vita reale. Una persona interessata a lui è Kimberly Jonz, una collega giornalista di cui Kevin spera di conquistare l'affetto. Quando Kimberly vuole sapere se è possibile ottenere un'intervista con Blankman, Kevin implora Darryl di permetterle di intervistarlo. Lui cede, a condizione che lei indossi un garofano. Portandola sul suo Blank-Cycle ai binari del treno, la porta al suo nascondiglio segreto: la "Blank Station", una stazione della metropolitana abbandonata piena di tutte le sue invenzioni, o, nelle sue parole, "spazzatura". Kimberly lo intervista su come e perché ha iniziato a combattere il crimine, rivelando che è stato a causa della morte di sua nonna. Impressionato dal suo eroismo e dalla sua modestia, Kimberly si innamora immediatamente di lui. Lo bacia, solo per lasciarlo prendere dal panico quando ha un'erezione .
Il sindaco Harris tenta di portare denaro dall'esterno per pagare gli pagherò che la città ha dato ai suoi lavoratori e chiede che Blankman sia lì per proteggere le persone e ricevere un premio speciale. Non appena il denaro viene rilasciato, gli scagnozzi di Minelli fanno irruzione nella banca e prendono in ostaggio il sindaco, minacciando di far esplodere degli esplosivi. Su richiesta del capo della polizia e ai canti della folla, Blankman tenta di salvare il sindaco e, anche con l'aiuto di Kevin, non riesce a fermare i criminali, né a disinnescare le bombe. Prima che le bombe esplodano, Darryl rivela la sua identità e il sostegno di sua nonna al sindaco. Harris gli augura ogni bene, avvertendolo di scappare, e dice che dirà a sua nonna di Darryl. Blankman corre fuori urlando mentre la banca esplode, uccidendo Harris. La folla, vedendo il suo fallimento, si rivolta contro di lui e lo insegue per strada. Ora un paria, Darryl rinuncia alla lotta al crimine e persino a una possibile relazione con Kimberly. Cercando di condurre una vita normale, trova lavoro in un McDonald's .
Desiderando una bella storia, Larry Stone riesce a contattare Minelli e scambia la conoscenza dell'amore di Blankman per Kimberly in cambio di un'intervista esclusiva. Durante le ricerche sull'omicidio di Minelli e nonna Walker, Kimberly realizza la sua vera identità e chiama Kevin con la notizia, solo perché Minelli prenda Kimberly in ostaggio. Pensando di parlare con Blankman, Minelli minaccia di uccidere Kimberly se Blankman non si presenta. Kevin si precipita al posto di lavoro di Darryl con la notizia, ma Darryl si rifiuta di aiutare finché Kevin non rivela che Minelli ha ucciso la loro nonna. Se ne vanno e cambiano le loro identità di supereroi: Blankman e Kevin accettano di indossare lui stesso un costume da "Altro ragazzo". I due eroi corrono alla stazione televisiva, dove Minelli ha ucciso un giornalista e sta minacciando altri, compreso Stone. I due litigano con gli scagnozzi di Minelli, ma perdono. Vengono messi in un serbatoio d'acqua e lasciati annegare, con Stone e Kimberly incatenati e lasciati morire, e Minelli ha nascosto delle bombe per distruggere l'edificio. Blankman chiama J-5 per salvarli e ci riesce. Il duo trova quindi le bombe nel bagno delle donne e infila gli esplosivi all'interno di J-5, mentre libera Kimberly (Stone viene lasciato indietro, per scherzo di Other Guy). Una volta fuori, gli esplosivi esplodono, distruggendo J-5. Sconvolto, Blankman giura vendetta.
Seguendo Minelli nel suo nascondiglio in fabbrica, Blankman e Other Guy si preparano per la battaglia finale. L'altro ragazzo è troppo sicuro di sé e viene ferito perché il suo costume non è a prova di proiettile. Blankman poi sconfigge gli scagnozzi di Minelli con i suoi " newchucks " elettrici e attiva i suoi roller blade a reazione per catturare Minelli, consegnandolo alla polizia e vendicando finalmente la morte della nonna. Blankman, questa volta con Other Guy, viene ancora una volta riconosciuto come un eroe dalla gente e riceve il Mayor Harris Award per l'eccezionale servizio alla comunità durante una cerimonia in loro onore, mentre Other Guy riceve una maglietta di Blankman, con suo grande disgusto. Dopo la cerimonia, Kevin presenta Kimberly a Darryl. I due fanno una conversazione leggera finché Kimberly finge di vedere un ladro di borse, il che mette Darryl in massima allerta. Era un trucco, poiché Kimberly rivela di sapere già che Darryl è Blankman per dimostrarlo, bacia Darryl, facendolo cadere a terra in modo imbarazzante come prima. Il film si conclude con l'inquadratura di uno striscione con la scritta "We Love You Blankman and Other Guy".